# Wachzimmer Ottakring
Die TV-Reihe Wachzimmer Ottakring zeigt den dienstlichen Alltag der Polizisten in der Polizeiinspektion Brunnengasse im 16. Wiener Gemeindebezirk Ottakring. Insbesondere werden die beiden dienstführenden Exekutivbediensteten Kontrollinspektorin Karin und Abteilungsinspektor Christian bei ihren Amtshandlungen, von der Verparkung über den Einbruch bis zu Körperverletzung und Drogenhandel, begleitet.
Für die Romy-Wahl 2016 wurde die Sendung in der Kategorie „Beste TV Doku“ nominiert. Die vierte Staffel der Reihe lief vom 4. Jänner 2018 bis zum 7. März 2018.
Im Oktober 2020 wurde die Sendung vom Sender ATV durch die neue Serie „Stadtpolizei Baden“ ersetzt.